# Carlo Antonio dal Pozzo
Carlo Antonio dal Pozzo, född 30 november 1547 i Biella, död 13 juli 1607 i Seravezza, var ärkebiskop av Pisa från 1582 till 1607 och rådgivare åt Ferdinand I av Toscana. Carlo Antonio dal Pozzo var kusin till Cassiano dal Pozzos far.

### Fotnoter
1. ↑  Attenborough 2009, s. 74.